# Cheda (Schachspieler)
Cheda (geb. 1976) ist ein bhutanischer Schachspieler.
Cheda gewann die nationale Einzelmeisterschaft im Jahre 2014 mit 7,5 von 9 Punkten. Er qualifizierte sich damit für das bhutanische Team zur Schacholympiade 2014 in Tromsø. Dort spielte er für Bhutan am dritten Brett. Bhutan belegte von 172 Teilnehmern den drittletzten Platz. Cheda erreichte gegen den Candidate Master Ravishen Singh aus Trinidad und Tobago ein Remis, verlor aber alle seine restlichen Partien.
Seine Elo-Zahl beträgt 1568 (Stand: Januar 2018), er läge damit auf dem zweiten Platz der bhutanischen Elo-Rangliste, er wird jedoch wie derzeit (Januar 2018) alle bhutanischen Schachspieler als inaktiv geführt, da diese Spieler seit mehr als einem Jahr keine Wertungspartie mehr gespielt haben.